# Rijksbeschermd gezicht Roermond
Gezicht Roermond is een van rijkswege beschermd stadsgezicht in Roermond in de Nederlandse provincie Limburg. De procedure voor aanwijzing werd gestart op 28 januari 1982. Het gebied werd op 22 december 1986 definitief aangewezen. Het beschermd gezicht beslaat een oppervlakte van 70,9 hectare.
Panden die binnen een beschermd gezicht vallen krijgen niet automatisch de status van beschermd monument. Wel zal de gemeente het bestemmingsplan aanpassen om nieuwe ontwikkelingen in het gebied te reguleren. De gezichtsbescherming richt zich op de stedenbouwkundige en cultuurhistorische waardering van een gebied en wil het toekomstig functioneren daarvan veiligstellen.